# Yehud
Yehud (en hébreu : יְהוּד) est une localité d'Israël située dans le District centre. Elle fait partie de la ville de Yehud-Monosson.